# La sombra del pasado
 (срп. Сенка прошлости) мексичка је теленовела, продукцијске куће Телевиса, снимана током 2014. и 2015.

## Синопсис
У малом селу Санта Лусија живе две веома различите породице, које ће бити увучене у вртлог страсти, бола и освете. С једне стране, ту је Северијано Мендоса са својом супругом Канделом Сантаном. Они су богати и моћни људи, који живе на хацијенди „Лас Анимас“ са својим сином Крисстобалом. Са друге стране, ту су Роберта и Рајмундо Алкосер и њихова ћерка Алдонса. Ипак, ова породица не живи окружена луксузом, што фрустрира Роберту - она никако не може да превазиђе комплекс ниже вредности, који је прати као сенка. Оно што нико не зна јесте да се Роберта у тајности виђа са Северијаном. Ипак, Рајмундо их хвата на делу, а Северијано пуца у њега, плашећи се да ће његова афера бити јавно разоткривена. Међутим, Рајмундо такође озбиљно повређује Северијана. Уплашена Роберта пуца у супруга и убија га. Уз помоћ свог љубавника, окреће ствари тако да испада да је Рајмундо страдао у несрећи.
Недуго потом, Роберта сазнаје да је у другом стању, али Северијано јој на превару отима тек рођену бебу, говорећи јој да је новорођенче мртво. Од тог тренутка, Роберта постаје симбол злобе и екстраваганције, потпуно се предајући пороцима и остављајући ћерку Алдонсу на старање својој сестри Аделини. Време пролази и Алдонса израста у прелепу девојку. Међутим, мајчини испади учинили су да село гледа на Алдонсу са презиром, поистовећујући је са Робертом. Са друге стране, Кристобал се враћа у Санта Лусију након вишегодишњег одсуства - родитељи су га послали на школавање ван родног места.
Мада се већ при првом сусрету Алдонсе и Кристобала рађају емоције које је тешко игнорисати, она се свим силама труди да га избегне. Ипак, он је убеђује да размирице и разлике између њихових породица не би требало да се преносе на њих и наглашава да би волео да буду пријатељи. Алдонса схвата да је он у праву и прихвата руку пријатељства, које ће брзо прерасти у искрену љубав.
Међутим, Кристобалова мајка Кандела не одобрава ту везу - одувек је мрзела све што има везе са Робертом и тражи од Северијана да смисли начин како да отера Алдонсу из села. Он потом силује девојку, која је након тога принуђена да са мајком и тетком напусти село, не откривајући никоме, чак ни Кристобалу, разлоге за то.
Након неколико година, Роберта умире и Алдонса се враћа у село носећи урну са мајчиним пепелом. У међувремену, разочарани Кристобал верио се са Валеријом. Међутим, када поново угледа Алдонсу спреман је да се бори за њену љубав, што га наводи на раскид са девојком.
Ипак, Алдонсин и Кристобалов пут ка срећи неће бити посут ружиним латицама - над њих се надвила сенка из прошлости њихових родитеља, која и након толико година сеје бол и изазива трагедије. На путу ка искреној љубави стаће злоба, мржња, хирови и амбиција који ће учинити све да раставе двоје младих, који потичу из зараћених породица.

## Глумачка постава

### Главне улоге
| Глумац:      | Улога:            |
| ------------ | ----------------- |
| Мишел Ренауд | Алдонса Алкосер   |
| Пабло Лиле   | Кристобал Мендоса |

### Споредне улоге
| Глумац:               | Улога:             |
| --------------------- | ------------------ |
| Телма Мадригал        | Валерија           |
| Сусана Гонзалез       | Роберта де Алкосер |
| Орасио Панчери        | Северијано         |
| Алфредо Адаме         | свештеник Херонимо |
| Алехандра Барос       | Кандела Мендоса    |
| Синтија Клитбо        | Пруденсија         |
| Сачи Тамаширо         | Долорес            |
| Арлет Теран           | Исадора            |
| Дијего де Ерис        | Томас              |
| Лисет                 | Аделина            |
| Мануел „Флако“ Ибањез | Олехарио           |
| Арон Ернан            | свештеник Сиксто   |
| Беатриз Морено        | Доминга            |
| Орасио Пачери         | Ренато             |
| Луис Хавијер          | Умберто            |
| Хуан Карлос Нава      | Едмундо            |
| Хосе Карлос Ферара    | Аделардо           |
| Фернанда Лопез        | Мари               |
| Арлете Пачеко         | Симонета           |